# 레지 피서메이
레지날드 피서메이(영어: Reginald Fils-Aimé)는 미국의 기업인이다. 일본 비디오 게임 기업 닌텐도의 북미 지사 닌텐도 오브 아메리카에서 사장 및 최고운영책임자로서 활동한 것으로 가장 유명하다.
피서메이는 닌텐도 이전에는 주로 영업 및 홍보 관련직에 종사해 프록터 앤드 갬블, 피자헛, 기네스, 더비 사이클, 판다 익스프레스와 VH1에서 일했다. 2006년에 닌텐도 오브 아메리카의 사장으로 공식 취임했다. 피서메이는 2004년 5월 E3 2004 행사에서 연설한 것을 계기로 본격적으로 명성을 얻기 시작했으며, 당시 비디오 게임 콘솔경쟁사 소니 인터랙티브 엔터테인먼트와 마이크로소프트에 대항해 닌텐도의 이미지를 쇄신한 인물로 거론된다.
2019년 2월 21일, 피서메이는 후임자 더그 바우저에게 닌텐도 오브 아메리카 사장직를 물려주겠다는 발표를 했으며 그 해 4월 15일 공식적으로 퇴임했다. 이후 모교 코넬 대학교의 초빙임원이 됐으며 그 외 브런스윅 코퍼레이션, 게임스톱과 스핀 마스터의 이사회에 올랐다.

## 경력
피서메이는 프록터 앤드 갬블의 회사 브랜드관리 프로그램에 취직했다.

### 닌텐도
2003년 12월, 피서메이는 영업 및 홍보 부사장으로서 닌텐도에 입사했다.